# Casbia oenias
Casbia oenias är en fjärilsart som beskrevs av Edward Meyrick 1892. Casbia oenias ingår i släktet Casbia och familjen mätare. Inga underarter finns listade i Catalogue of Life.